# Москалёвка (Волчанский район)
Москалёвка (укр. Москалівка) — село,
Красноармейский сельский совет,
Волчанский район,
Харьковская область, Украина.
Код КОАТУУ — 6321688802. Население по переписи 2001 года составляет 169 (74/95 м/ж) человек.

## Географическое положение
Село Москалёвка находится на реке Хотомля в месте соединения трёх районов Волчанского, Великобурлукского и Печенежского, выше по течению примыкает село Кирилловка, ниже по течению на расстоянии в 1 км — Анновка (Печенежского района).
Село пересекает урочище Яр Купшинский.

## История
- 1709 — дата основания.

## Экономика
- В селе есть молочно-товарная и свинотоварная фермы, машинно-тракторные мастерские.

## Достопримечательности
- На склоне первой надпойменной террасы обнаружены два поселения бронзового века.